# Thienemanniella partita
Thienemanniella partita är en tvåvingeart som beskrevs av Schlee 1968. Thienemanniella partita ingår i släktet Thienemanniella och familjen fjädermyggor. Inga underarter finns listade i Catalogue of Life.